# نور الزمان الزموري
نور الزمان الزموري مواليد 1 ديسمبر 1997 في جربة، تونس، هو لاعب كرة قدم تونسي يلعب كمدافع مركزي مع نادي بلدية المحلة المصري.

## المسيرة

### المسيرة مع الأندية
تكون في الأمل الرياضي بجربة حيث مر بجميع فئات.
في 21 ديسمبر 2017، في نهاية عقده مع هذا النادي، وقع مع النادي الرياضي الصفاقسي.
في 14 سبتمبر 2022، تم نقله إلى نادي الإسماعيلي لمدة ثلاثة 
في 13 سبتمبر 2023 انتقل إلى نادي بلدية المحلة.

## الألقاب
مع النادي الرياضي الصفاقسي
- كأس تونس لكرة القدم (3): 2019، 2021، 2022.[7]

## وصلات خارجية
- نور الزمان الزموري على موقع قاعدة بيانات كرة القدم.إي يو (الإنجليزية)
- نور الزمان الزموري على موقع Soccerway.com (الإنجليزية)
- نور الزمان الزموري على موقع GSA (الإنجليزية)